# Ellie Caulkins Opera House

Le Ellie Caulkins Opera House est un opéra de la ville de Denver dans l'État du Colorado. Il fait partie du complexe des arts du spectacle de Denver et il possède 2 225 places assises.

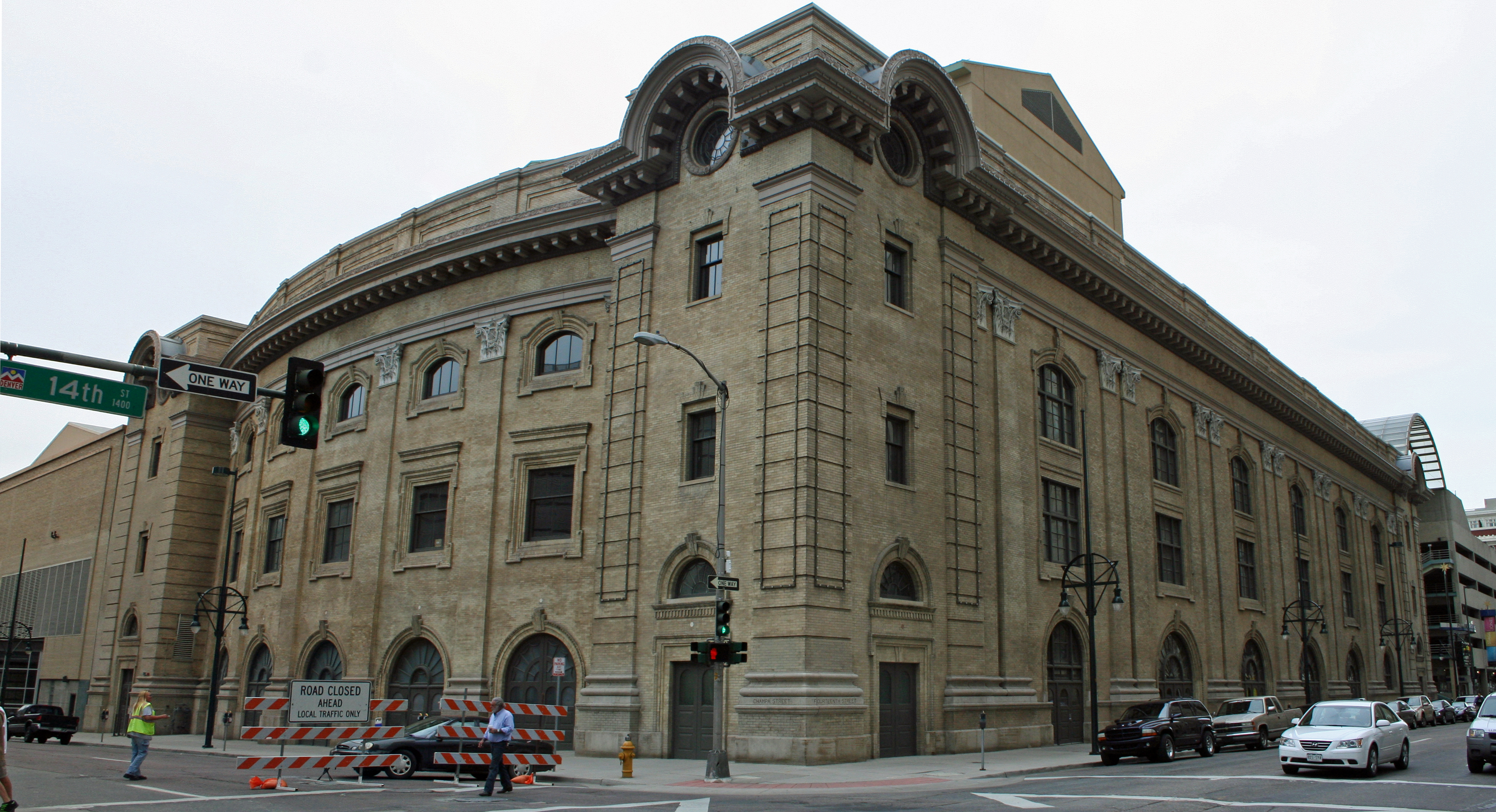
Le Ellie Caulkins Opera en Denver

## Histoire
L'auditorium municipal, le second complexe du genre après le Madison Square Garden de New York fut achevé en 1908. Le maire de Denver du nom de Speer et la chambre de commerce participèrent à la grande réouverture le 7 juillet de cette année en même temps qu'une convention nationale s'y déroulait pour la nomination du candidat démocrate pour la présidence des États-Unis William Jennings Bryan.
Dans un premier temps, le bâtiment accueillait aussi bien des concerts, des opéras, des pièces de théâtre, des conventions, des matchs de Basketball, des salons de l’automobile ou des cirques. L'auditorium devint ensuite le bâtiment de l'Opéra de Denver. Il fut une première fois rénové entre 1955 et 1956 et le nombre de sièges fut alors ramené à 2 240.
Dans les années 1980 et 1990, d'autres théâtres furent construits à proximité. Sa façade fut rénovée en 1995 et le nombre de places passa à 2 065. Le bâtiment fut  ensuite renommé Quigg Newton Denver Municipal Auditorium en 2002. Il fut à nouveau entièrement rénové pour un montant de 75 millions de dollars dont 17 millions en provenance de donateurs privés. 7 millions provenaient à eux seuls de la famille Caulkins. Le 10 septembre 2005, le bâtiment renommé Ellie Caulkins Opera House fut rouvert pour accueillir l'Opéra du Colorado.